# 万泰
万泰（1598年—1657年），字履安，晚号悔庵，浙江寧波衛（今寧波市）人（今属宁波市海曙区）人，祖籍河南定遠（今安徽），明末清初学者。

## 生平
少师事刘宗周，是刘宗周弟子，与黄宗羲同学。崇祯九年（1636年）中乡试。曾参加文昌社，也是复社幹将，以激扬名节自任而闻名当时，反对阉党专权。阮大铖擅权时，参与署名《留都防乱揭》，弹劾阮大铖，士林称快。明朝时官至户部主事。学术上创立明末清初浙东学派甬上支派。
北京城破，崇祯帝自缢，明亡，清兵南下。离乡远避至榆林，后来回到乡里，参与反清复明的军事斗争。晚年游历杭州、苏南、广州等地，在江西时因病逝世。

## 家族
出生明朝锦衣卫世家，曾祖万表，都督同知、漕运总兵官。祖父万达甫，父万邦孚。
万泰有子八人，学术上各有所成，对后世影响极大，人称“万氏八虎”。“八虎”中又以万斯选、万斯大、万斯同学术成就最高：
- 万斯年
- 万斯程
- 万斯祯
- 万斯昌
- 万斯选
- 万斯大
- 万斯备
- 万斯同

## 代表著作
- 《续骚堂集》
- 《万履安行卷》
- 《寒松斋集》
- 《明州唱和集》
- 《怀剡诗》